# Utakai hajime

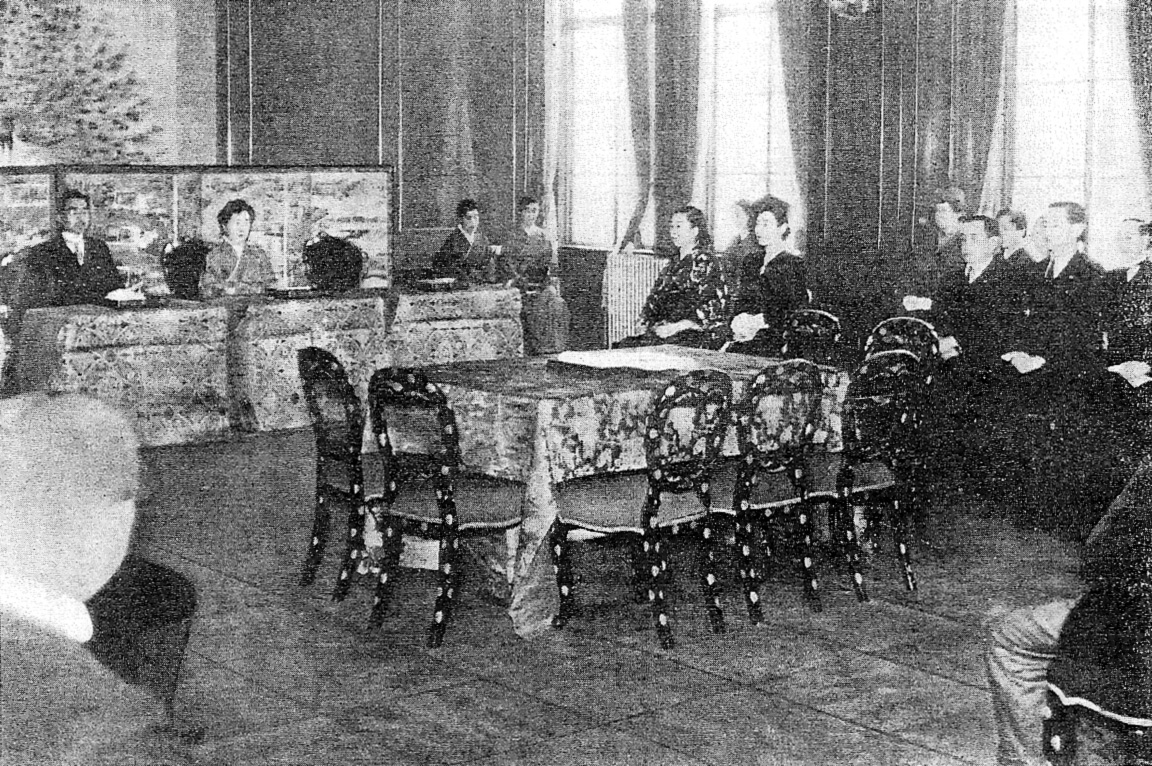
La cérémonie de 1950.

L'Utakai hajime (歌会始, Première lecture de poèmes) est une cérémonie annuelle à laquelle assiste l'empereur du Japon, lors de laquelle les participants lisent des poésies japonaises traditionnelles sur un thème commun devant un large public. Elle a lieu chaque 1er janvier au palais impérial de Tokyo et est diffusée en direct sur la chaine nationale NHK.

## Histoire
Les origines exactes de cette tradition sont floues. Ce serait l'empereur Kameyama qui aurait organisé une lecture de poésie au mois de janvier au palais impérial de Kyoto vers 1267. Durant l'époque d'Edo (1603-1867), la cérémonie devient plus régulière et, depuis la restauration de Meiji de 1868, elle a lieu presque chaque année.
Des poèmes écrits par des anonymes sont admis pour la première fois en 1879. Depuis 1946, chaque poète dont l'œuvre est sélectionnée est invité à assister à la cérémonie. En 1957, la poétesse américaine Lucille Nixon devient le premier artiste non japonais à être invité.

## Poésie
Les poèmes lus durant la cérémonie sont tous du genre tanka.

## Source de la traduction
- (en) Cet article est partiellement ou en totalité issu de l’article de Wikipédia en anglais intitulé « Utakai Hajime » (voir la liste des auteurs).